# Helena Valentí i Petit
Helena Valentí i Petit (Barcelona, 5 de juny de 1940 — Barcelona, 8 de desembre de 1990) fou una escriptora catalana.

## Biografia
Filla del filòleg clàssic Eduard Valentí i Fiol i de la bibliotecària Roser Petit i Montserrat, es va llicenciar en filologia romànica a la Universitat de Barcelona i posteriorment va obtenir el doctorat a la Universitat de Cambridge, amb una tesi sobre els germans Antonio i Manuel Machado. Durant els anys 60 i principis dels 70 va viure al Regne Unit, treballant com a professora a la Universitat de Durham i a Cambridge.
Entre les seves obres, destaquen L'amor adult, un recull de contes publicat el 1977, i obres com La solitud d'Anna (1980), La dona errant (1986) o D'esquena al mar (1990). De retorn a Catalunya, el 1974, decidí compaginar la traducció amb la narrativa pròpia. Va traduir al català i/o castellà autors com Patricia Highsmith, Doris Lessing, Virginia Woolf, Charlotte Perkins o Katherine Mansfield, entre d'altres.
Durant uns anys va ser parella de Gabriel Ferrater i Soler.

## Publicacions

### Novel·les
- L'amor adult. Barcelona: Edicions 62, «El Balancí», 1977.
- La solitud d'Anna. Barcelona: Edicions 62, «El Balancí», 1981.
- La dona errant. Barcelona: Laia, «El mirall i el temps», 1986.
- D'esquena al mar (introducció de Maria-Mercè Marçal). Barcelona: Edicions de l'Eixample, «Espai de dones», 1991.